# Profituri false (Star Trek: Voyager)
„Profituri false” (titlu original: „False Profits”) este al 5-lea episod din al treilea sezon al serialului TV american științifico-fantastic Star Trek: Voyager și al 47-lea în total. A avut premiera la 2 octombrie 1996 pe canalul UPN.

## Prezentare
Membrii echipajului întâlnesc doi Ferengi ce se dau drept zei pe o planetă primitivă. Echipajul vrea să folosească gaura de vierme din apropiere pentru a se întoarce acasă.

## Actori ocazionali
- Dan Shor - Arridor
- Leslie Jordan - Kol
- Michael Ensign - Bard
- Rob LaBelle - Kafar